# Œdipe à Colone (opéra)
Pour les articles homonymes, voir Œdipe (homonymie).

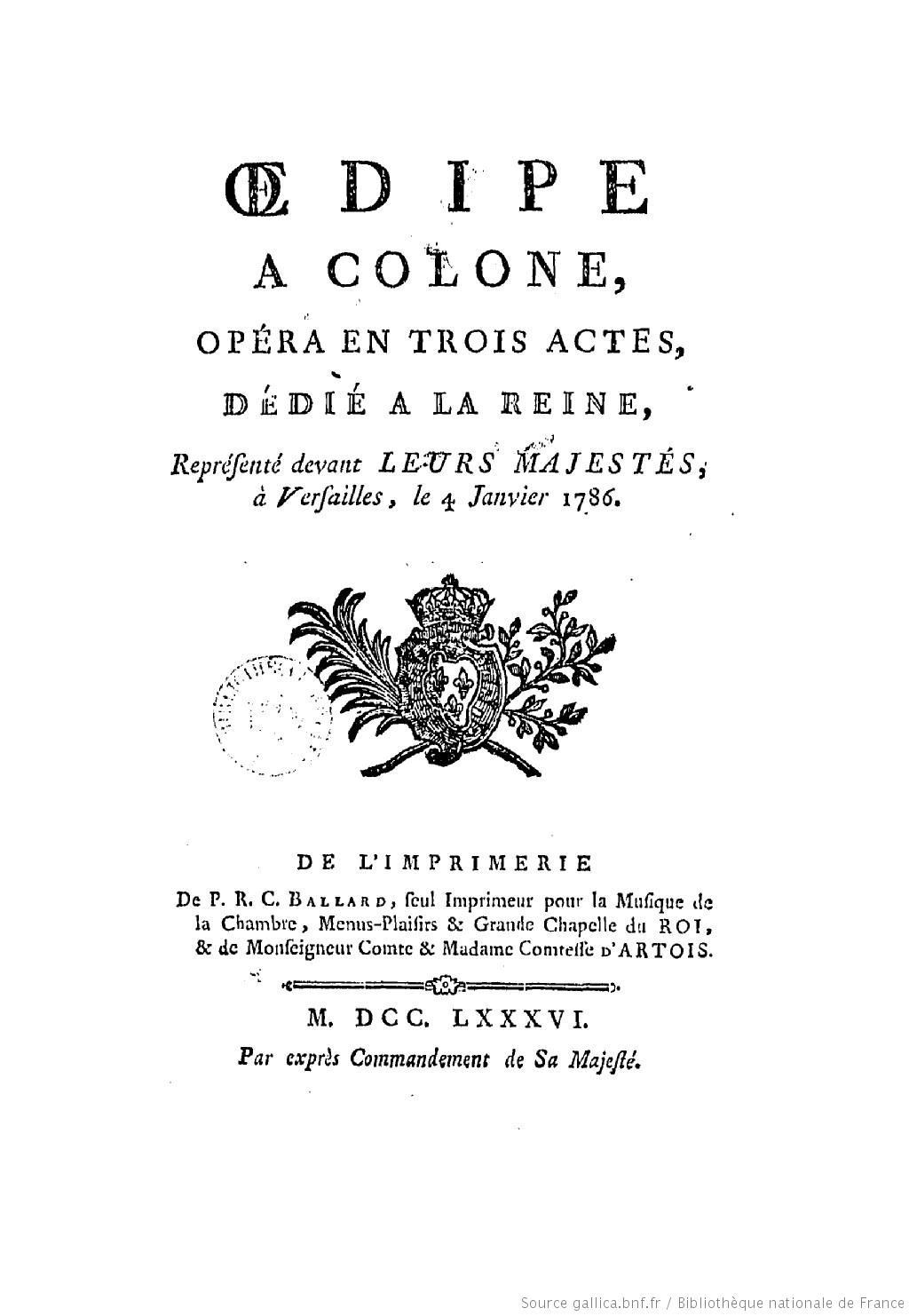
Frontispice d'Œdipe à Colone par Antonio Sacchini

Œdipe à Colone est un opéra en trois actes d'Antonio Sacchini sur un livret de Nicolas-François Guillard. L'argument est emprunté à la tragédie de Sophocle, Œdipe à Colone.
Il est représenté pour la première fois le 4 janvier 1786 à la cour de Versailles, en présence du roi et de la reine Marie-Antoinette. Le 1er février 1787, peu après la mort du compositeur, l'œuvre est reprise à l'Opéra de Paris avec grand succès. L'opéra connut 583 représentations et resta pendant plus d'un demi-siècle au répertoire.

## Historiques des performances
L'œuvre est achevée par Sacchini en novembre 1785 et la reine Marie-Antoinette, haute protectrice du compositeur, insiste pour qu'elle soit donnée au plus vite pour inaugurer le théâtre encore pas parfaitement achevé du château de Versailles. Ici l'œuvre fut exécutée le 4 janvier 1786, en présence du roi Louis XVI, ainsi que, bien évidemment, de la reine elle-même. L'issue du spectacle fut assez insatisfaisante, sans doute principalement en raison des difficultés de mise en place, et la reine voulut consoler son protégé Sacchini en s'engageant à faire remettre l'ouvrage par les complexes de l'Académie Royale, à son retour, en automne, au Château de Fontainebleau.  Cependant Marie-Antoinette, politiquement affaiblie par l'issue désastreuse de l'affaire dite « du collier » et accusée de xénophilie dans ses goûts musicaux, n'a pu résister à la pression exercée sur elle pour que ce soit  la Phèdre de Jean-Baptiste Lemoyne à être représentée, à la place de l'Œdipe. Ce changement de programme, qu'elle communiqua personnellement à Sacchini après bien des hésitations, représenta pour le compositeur, gravement atteint de goutte, un coup terrible, dont il ne put se remettre, et qui conduisit bientôt à sa mort, se dit-il, de chagrin. Quand la nouvelle se répandit, l'émotion fut générale : Niccolò Piccinni, adversaire en quelque sorte de Sacchini, tint une émouvante oraison funèbre et le Comité de l'Opéra, sans même avoir besoin de plus de sollicitations d'en haut, décida sans autres hésitations de mettre l'opéra à l'affiche. Il fut alors de nouveau représenté, cette fois triomphalement, dans la salle de la Porte-Saint-Martin, à l'époque siège provisoire de l'Académie, le soir du 1er février 1787.  Par la suite, l'opéra fut monté chaque année dans le plus grand théâtre parisien de 1787 à 1830, ainsi qu'en juillet 1843 et mai 1844, pour un total de 583 représentations, devenant l'opéra le plus célèbre de Sacchini et l'un des plus longs à l'affiche de tout le XVIIIe siècle.
L'œuvre connut également un grand succès européen et fut traduite en néerlandais, allemand, suédois, russe et italien (traduction par Giovanni Schmidt ), mais elle fut presque complètement rayée du répertoire à partir des années 1830. Malgré son énorme succès initial, comme toute la musique de Sacchini, elle n'a pas fait l'objet d'une attention particulière à l'époque moderne : aucune mise en scène théâtrale n'est enregistrée, mais seulement quelques représentations en concert (dont l'une est radiophonique en italien en 1971, avec Renato Bruson comme protagoniste) et deux enregistrements dans la période de deux ans 2005/2006. 
Selon Lajarte, les pages les plus remarquables de l'ouvrage sont : 
- l'air d'Œdipe « Antigone me reste » du troisième acte ;
- l'hymne et la marche des prêtres dès le premier acte ;
- la scène du deuxième acte entre Œdipe et Antigone « Ah ! N'avançons pas... Filles du Styx »
- la pièce d'ensemble toujours du deuxième acte, quatrième scène ;
- L'air de Polynice « Le fils des dieux » du premier acte.

## Sujet
Le sujet du livret de Guillard est tiré directement d'Œdipe à Colone de Sophocle,
« la tragédie crépusculaire de la mort d'un vieillard épuisé : une mort annoncée et permise, en  acquiescement à la volonté des dieux (...) Ainsi se termine la longue tragédie d'une famille, d'une ville et de leurs divinités : la triple lacération de liens naturels, politiques et religieux, dans laquelle seule le conflit avec le divin a une résolution.(...) 
Des trois pôles, nature, politique et religion, il était inévitable qu'un homme de la fin du XVIIIe siècle privilégierait le premier. C'est-là  le choix de Guillard, qui transforme Œdipe en Colone dans un drame familial où se joue le rétablissement du lien naturel entre un père et son fils indigne, Polynice, qu'il a maudit. Dès lors que Polynice est saisi d'un profond repentir et qu'Œdipe, pour un accès de compassion paternelle, s'ouvre au pardon, rien ne s'oppose à la résolution politique et religieuse du conflit (...)

Anciennement, rien n'échappait à la colère tragique. A la fin du XVIIIe siècle, rien n'échappe à l'optimisme et à la fureur du bonheur terrestre, dans l'engouement d'un lyrisme préromantique. Ainsi est le mythe, qui se transforme selon le goût de l'époque et la conception du monde ». 
Œdipe, après avoir tué un étranger, qui est, à son insu, Laïos, roi de Thèbes et son père naturel, en a épousé, toujours inconsciemment, la veuve (et donc sa mère naturelle) Jocaste, et est monté sur le trône de Thèbes. Quatre enfants sont nés de l'inceste. Quand, après de nombreuses années, lui et Jocaste apprennent la vérité, la femme se pend par désespoir et il devient gris et s'aveugle en se transformant en un vieil infirme. Les fils jumeaux, Etéocle et Polynice, profitent de la situation pour le chasser de Thèbes et lui arracher le trône en copropriété, tandis que les filles Antigone et Ismène (cette dernière cependant rayée par Guillard, pour des raisons d'économie dramatique), le suivent avec amour dans l'exil. La lutte pour le pouvoir, qui a éclaté plus tard entre les deux frères, a d'abord vu Etéocle comme le vainqueur, et Polynice a dû fuir à Athènes pour demander de l'aide au roi Thésée. 

### Acte I
Thésée non seulement accueille Polynice et le reconnaît comme le souverain légitime de Thèbes, mais, en gage d'alliance et d'aide, lui accorde la main de sa fille Eriphyle (scènes 1-2). Alors que le mariage se prépare, avec chants et ballets, et qu'Eriphyle oscille entre la joie du mariage et le chagrin du détachement à venir de sa patrie, Polinice avoue à Thésée les torts qu'il a commis contre le père qu'il a contraint à l'exil mais Thésée le console en affirmant que « le remords remplace l'innocence ( Le remords tient lieu de l'Innocence ) » (scènes 3-4). Au temple, les deux hommes rejoignent Eriphyle pour invoquer les déesses, les prêtres s'approchent en chantant à l'autel, quand la colère divine est annoncée par des événements terribles : les portes du temple s'ouvrent grandes devant leEuménide et l'autel s'enflamment provoquant la fuite des spectateurs (scène 5).

### Acte II
Le deuxième acte s'ouvre sur Polynice errant, saisi de remords, dans un lieu isolé non loin du temple (aria : " Hélas ! D'une si pure flamme"). Ici, il voit approcher deux personnages usés dans lesquels il reconnaît, invisibles, le père et la sœur errants. Le vieil homme invoque la vengeance contre ses enfants (et Polynice en particulier) et regrette à la place le sort que la misérable Antigone a voulu Aux abords du temple, Œdipe comprend les Euménides furieuses et tombe dans une scène de folie, revivant le meurtre de son père et prenant sa fille pour la défunte mère/épouse Jocaste (scènes 1-2). sont entourés par les habitants de Colone, enragés par la prétendue profanation de l'enceinte du temple par les deux voyageurs, ni, étant donné le mépris général qui entoure l'homme, leur situation s'améliore lorsqu'ils révèlent qui ils sont. Seule l'arrivée et la pitié de Thésée, appelé à la hâte par Polynice, ils résolvent la situation, et Œdipe et sa fille reçoivent l'asile à Athènes (scènes 3-4).

### Acte III
Polynice et Antigone sont unies dans la douleur et l'inquiétude pour leur père : la jeune femme chante l'air « Dieux ! Ce n'est pas pour moi..." et, dans le duo qui suit, Polynice se déclare prête à renoncer au trône et à la main d'Eriphyle, puis aussi à aider son père à le reconquérir (scène 1). A la demande de Thésée, Antigone s'approche de son père en tentant d'intercéder pour le frère repentant, mais cela ne fait que provoquer les invectives du vieil homme qui croit maintenant qu'elle aussi l'a trahi. Polynice entre alors directement en scène, invoquant le pardon de son père et, face au renouvellement de la malédiction de ceux-ci envers les enfants car s'entretuant dans la lutte pour le pouvoir, se jette à leurs pieds en demandant à être tué sur le coup par lui-même. Finalement frappé par le repentir déchirant de son fils, Œdipe accepte enfin de se réconcilier avec lui (scènes 2-3). C'est le souverain sacrificateur lui-même qui annonce, dans la dernière scène, que les dieux sont satisfaits, et le travail peut être clos dans le chœur, la jubilation et les danses pragmatiques finales ("Œdipe en pardonnant a désarmé les dieux ").

## Rôles
| Personnage      | Typologie vocale | Interprètes de la première représentation publique Opéra, 1er février 1787 (Directeur : Jean-Baptiste Rey ) (Chorégraphie : Maximilien Gardel ) |
| --------------- | ---------------- | --- |
| Antigone        | Soprano          | Anne Chéron (née Cameroy, et dite "m.lle Dozon")                                                                                                |
| Polynice        | Ténor            | Étienne Lainez (ou Lainé) |
| Thésée          | Baryton          | Louis-Claude-Armand Chardin ("Chardini") |
| Œdipe           | Basse            | Auguste-Athanase (Augustin) Chéron |
| Eriphyle        | Soprano          | Adélaïde Gavaudan, cadette |
| Le grand prêtre | Basse            | Jean-Pierre (?) Moreau |
| Un coryphée     | Baryton          | Martin |
| Une coryphée    | Soprano          | Anne-Marie Jeanne Gavaudan, l'aînée |
| une voix        | Haute-contre     | -- |
| un héraut       | Baryton          | Châteaufort |

## Enregistrements
- Œdipe à Colone - Manon Feubel, soprano (Antigone) ; Fabrice Mantegna (Polynice) et Daniel Galvez-Valejo (Thésée), ténors ; Sviatoslav Smirnof, basse (Œdipe) ; Chœur et orchestre de La Camérata de Bourgogne, dir. Jean-Paul Penin (Dijon 2004, 2CD Dynamic CDS 494) (OCLC 314927142) — premier enregistrement mondial
- Œdipe à Colone - Nathalie Paulin et Kirsten Blaise, sopranos ; Robert Getchell et Tony Boutté, ténors ; Franc̜ois Loup, basse ; Chœur et orchestre de l'Opera Lafayette, dir. Ryan Brown (13-15 mai 2005, Naxos 8.660196/7) (OCLC 73725761)